# Афера Докторати
Афера око спорних доктората у Србији 2014. године (позната и под називом Афера Докторати) се односи на серију оптужби усмерених према истакнутим особама у јавном и политичком животу Србије, истакнутих чланова СНС за плагирање докторских дисертација. У јуну 2014. године је група предавача са британских факултета на порталу Пешчаник објавила анализу у којој оптужује тадашњег министра унутрашњих послова и члана Српске напредне странке Небојшу Стефановића да је на више места плагирао текст у својој дисертацији одбрањеној на Факултету за пословне студије Универзитета Мегатренд. Две комисије Мегатренда су оцениле да нема основа за покретање поступка за поништавање дипломе. Након овога је проверавана биографија ректора Мегатренда, Миће Јовановића, члана Социјалистичке партије Србије за кога је Министарство просвете утврдило да не поседује докторат на Лондонској школи економије како је тврдио и који је на место ректора поднео оставку након тога, али се на то место вратио 2017. године.
Иста група аутора је за плагијат оптужила и тадашњег председника општине Нови Београд и бившег ватерполисту, Александра Шапића, због његове дисертације одбрањене на на Факултету за пословни и индустријски менаџмент Универзитета Унион (факултет је 2015. прешао у састав Универзитета Унион — Никола Тесла, крајем 2016. променио име у Пословни и правни факултет, а 2020. прешао у састав МБ Универзитета). Комисија која је оцењивала рад Александра Шапића је одлучила да прекине рад упркос прелиминарним извештајима који су указивали на масовне плагијате, а нова никада није формирана.
На истом порталу, Раша Карапанџа, професор финансија на ЕБС Универзитету и гостујући професор на Њујоршком Универзитету, објављује своју анализу доктората тадашњег градоначелника Београда, Синише Малог, члана Српске напрене странке, одбрањеног на Факултету организационих наука Универзитета у Београду. Након поступка који је трајао преко пет година, 21. новембра 2019. Одбор за професионалну етику Универзитета у Београду је једногласно прогласио докторат плагијатом, у супротности са свим дотадашњим одлукама матичног факултета. Сенат Универзитета је ову одлуку једногласно потврдио, па је Мали против Универзитета покренуо управни спор пред Управним судом, који пресудом од 14. јуна 2021. враћа предмет на поновно одлучивање. У децембру 2021. Сенат потврђује пређашњу одлуку и поново поништава докторат Малог, међутим Управни суд поново враћа предмет на Универзитет због процедуралних недостатака.
Као последица догађаја у вези са докторатом Синише Малог, средином 2014. године је Парламент РС, променио је Закон о високом образовању у који је, између осталог, додата обавеза да се докторске дисертације учине доступне јавности, а на Универзитету у Београду су у јулу 2016. донети нови правилници који између осталог регулишу питања докторских студија и плагијата и нови етички кодекс Универзитета. Делови правилника и Статута Универзитета који се тичу одузимања звања и ограничења при запошљавању наставника су у јулу 2022. проглашени неуставним и престали да важе, након жалбе представника Синише Малог Уставном суду, што је некадашња ректорка Иванка Поповић оценила као урушавање аутономије универзитета о стране СНС власти.

## Докторат Небојше Стефановића
Први у низу текстова објављених на Пешчанику о спорним докторатима се бавио радом Небојше Стефановића, тада Министра унутрашњих послова у Влади Србије Александра Вучића. Након објављивања текста, сајбер напади на сајт Пешчаника су покренули питање о цензури електронских медија, на шта је реаговала и Организација за европску безбедност и сарадњу (ОЕБС). До краја године су две комисије, једна сачињена од наставника на Мегатренду, једна од наставника на државним универзитетима, испитивале рад Стефановића и утврдиле да нема основа за покретање поступка за поништавање дипломе. Као последица ових догађаја, испитивана је и биографија ректора Мегатренда Миће Јовановића, у којој се налазио навод о његовом докторату који не постоји.

### Објављивање анализе и реакције
Анализу доктората под насловом Нова улога стратегијског менаџмента у управљању локалном самоуправом (пример града Београда) су објавили Угљеша Грушић, lecturer (титула еквивалентна доценту у српском систему) на Универзитету у Нотингему, Бранислав Радељић, senior lecturer (титула еквивалентна ванредном професору) на Универзитету Источни Лондон, и Слободан Томић, докторанд на Лондонској школи економије и политичких наука, 1. јуна 2014. на сајту Пешчаника. Они су текст доктората добили преко Центра за истраживачко новинарство Србије, који је исти захтевао од Универзитета Мегатренд на основу Закона о слободном приступу информација од јавног значаја. Сем плагијата, у истом тексту су истакнуте мањкавости рада попут малог броја фуснота, кратког временског рока за који је Стефановић докторирао (након две године, иако правилник Универзитета прописује да се право на одбрану докторске дисертације стиче у шестом семестру) и да упркос наслову који сугерише да је у питању студија случаја Београда, овим градом се бави само једно поглавље. Од петочлане комисије која се састојала од Миће Јовановића, ректора Мегатренда и Стефановићевог ментора, Мијата Дамјановића, професора на Факултету за државну управу и администрацију овог факултета, Снежане Ђорђевић, професорке Факултета политичких наука, Сунг Џо Парка, професора Слободног универзитета Берлин и Жан Жак Шанарона, директора истраживања у француском националном центру за научна истраживања, докторат је брањен пред само два члана — Мићом Јовановићем и Мијатом Дамјановићем. Додатну сумњу је изазвало то што два члана те комисије не говоре српски језик, а рад не постоји на енглеском.
Стефановић је одбацио све оптужбе као „гнусне лажи”, а текст оценио као политички мотивисан. Његов ментор Јовановић је тврдио да ти напади за циљ имају „рушење државног врха”. Тадашњи премијер Александар Вучић је изјавио како „глупље образложење за плагијат није прочитао”, а да му је и тада актуелни Министар просвете, науке и технолошког развоја Срђан Вербић потврдио да је то „глупост”. Став Ђорђевићеве, чланице комисије за одбрану доктората и ауторке једног од текстова за који је Стефановић оптужен да је плагирао, је да иако неки делови нису цитирани или су парафразирани, то су техничке ствари и она не сматра да је рад плагијат, као и да су на Мегатренду стандарди нижи него на Кембриџу или Оксфорду.
Јовановић, који је и раније одбрану дисертације окарактерисао као бриљантну, а сам рад као пример изузетно доброг рада, посебно у области методологије научног истраживања, је такође одбацио тврдње о плагијату, позивајући се на 200 испитаника који су сведоци томе, иако у анализирану верзију рада није било укључено такво емпиријско истраживање. Он је тврдио како „емпиријско истраживање не може никада да буде плагијат”; Ђорђевићева је такође истакла важност тог истраживања и број испитаника. У касније објављеној верзији рада је био укључен анекс који је садржао истраживање спроведено на 153 запослена у јавној управи града Београда.
Доведена је у питање и смисленост методолошких и статистичких поступака поменутих у раду, од којих неке нису образложене или су употребљене на начин другачији од конвенционалног. Професорка Економског факултета Даница Поповић је Стефановића позвала на ТВ Дуел на коме би разговарали о статистичким методама употребљеним у раду, међутим он се на тај позив није одазвао. 3349 универзитетских професора, доцената, асистената, истраживача, доктора наука и докторанада је путем онлајн петиције пружило подршку ауторима анализе плагијата.
Антонела Риха, тада политичка уредница НИН-а, наводи да упркос жељи новинара да пишу о спорном Стефановићевом докторату, та тема је била забрањена од стране менаџмента јер је Мегатренд био један од најважнијих оглашивача тог медија.

### Напади на Пешчаник
Недуго након објављивања текста критичног по Стефановића, сајт Пешчаника је постао недоступан за јавност. Сутрадан је објављено да је сајт претрпео  напад у којима су учествовале IP адресе и из Србије и из иностранства, а међу којима је било и оних који припадају Универзитету Мегатренд. Представница ОЕБС-а за слободу медија Дуња Мијатовић је позвала власти у Србији да спрече цензуру медија, на шта је премијер Вучић одговорио да цензуре нема и да су сви наводи о томе лажни. Заштитник грађана Саша Јанковић је подсетио да је он тај који треба да говори о томе да ли цензуре има или не, а не Влада или њен премијер, и оценио да је у Србији „ванредна ситуација над слободом изражавања”.
Директор полиције Милорад Вељовић је изјавио да се ради са међународним организацијама како би се открили починиоци, а начелник Одељења за борбу против високотехнолошког криминала Саша Живановић је одговорност за нападе пребацио и на небезбедне сервере тврдећи да је „увидом по интернет-форумима и коментарисањем о безбедности тог сервера утврђено да се ради о небезбедном серверу”. Напади су се наставили током наредних 10 дана. Иако су за спорост у истрази окривљене дугачке међународне процедуре и стране агенције, неке од њих су изјавиле како захтев за таквом истрагом од Србије нису ни добиле. Напади су се појављивали и током остатка 2014. и 2015. године, када је Пешчаник затражио „озбиљну истрагу” уместо „савета базираних на коментарима по интернет-форумима”. Нису пронађени починиоци ових напада.

### Више верзија рада и комисије за испитивање
У анализи која је тврдила да је рад између осталог плагијат, аутори су од новинарке ЦИНС-а добили укоричену верзију рада коју је универзитет доставио, али у којој су одређени делови, попут емпиријског истраживања, изостављени. Касније је ректор Јовановић тврдио да је то „радна” и „фејсбук” верзија рада коју је новинарка злонамерно употребила, иако је изјавио да се радне верзије не кориче. Директор ЦИНС-а Бранко Чечен је рекао да они нису тражили никакву радну верзију рада, нити да виде како напредује, девет месеци након што је рад одбрањен. Функционери Српске напредне странке су били при ставу да је прва верзија рада заправо фалсификат. У обе верзије рада су присутни исти плагијати.
Након оптужби за плагијат, Универзитет Мегатренд је основао своју комисију за проверу доктората 5. јуна. По речима Јовановића, они „немају намеру да утврђују да ли је реч о плагијату, пошто је то већ утврђено пре него што је Стефановић бранио дисертацију”, као и да ће се комисија бавити „одбраном Универзитета Мегатренд, као и Небојше Стефановића”. Комисија у саставу Оскар Ковач, Борис Кривокапић, Неђо Даниловић, Михајло Рабреновић, сви запослени на Мегатренду, је утврдила да нема основа за оспоравање оригиналности доктората и њен извештај је усвојио Сенат Мегатренда 12. јуна.
На иницијативу Сената Универзитета у Београду, упућен је захтев Конференцији универзитета Србије да формира комисију за испитивање Стефановићеве дисертације, међутим ово тело се прогласило ненадлежним. Без обзира на то, Мегатренд је формирао нову комисију за испитивање доктората 23. септембра, чији чланови су били предавачи са државних универзитета: Божидар Лековић, професор Економског факултета у Суботици, Светислав Табароши, професор у пензији Правног факултета у Београду, Иван Радосављевић, професор Факултета политичких наука у Београду. И ова комисија је једногласно заузела став да нема основа за покретање поступка за поништавање доктората. Обе комисије су критиковане јер су одлучивале о основаности покретања поступка за поништавање дипломе, а не о оригиналности самог рада.

### Последице
Након извештаја комисија и њиховог усвајања од стране Универзитета Мегатренд, Стефановићу је и дефинитивно призната диплома доктора наука. Он је реизабран на место Министра унутрашњих послова након парламентарних избора 2016. године, и уједно именован за потпредседника Владе Републике Србије. На истим функцијама остаје и након реконструкције Владе 2017. године. Међутим, интересовање јавности за овај докторат и Мегатренд је довело до истраге ректора Миће Јовановића у којој је утврђено да он нема докторат за који је тврдио да поседује и да је тиме прекршио кодекс професионалне етике, што је резултирало његовом оставком на место ректора.

## Докторат Миће Јовановића
Афера око доктората министра Стефановића је у центар пажње ставила Универзитет Мегатренд, а посебно њеног ректора и Стефановићевог ментора Мићу Јовановића који га је оштро бранио у медијима. Марко Милановић и Миљана Радивојевић су на Пешчанику објавили текст који истиче неколико спорних места из Јовановићеве биографије, где се између осталог наводи да је докторирао на Лондонском Универзитету 1983. године са тезом Радна мотивација у индустријским односима самоуправљања (енг. Work Motivation in Industrial Relations of Self-Management) под професором Стивеном Вудом — међутим, Вуд је те тврдње одбацио рекавши да је он имао само малу улогу при изради Јовановићеве тезе на вишој школи у Портсмуту (Портсмуска политехника) која је захтевала значајну ревизију и није прошла усмену одбрану. Аутори нису пронашли докторат ни на Лондонском универзитету, ни у портсмуској школи.
Министарство просвете, науке и технолошког развоја је од Лондонске школе економије и политичких наука званично тражило податке о Јовановићу, након чега се испоставило да он никад није био регистрован ни као докторски студент у тој установи. Министар Срђан Вербић је позвао Јовановића да поднесе оставку, што је овај и учинио истичући да то ради само зато што министар то тражи од њега, а не из моралне обавезе, демантујући све наводе. Јовановић је у телевизијском преносу приказао дисертацију за коју је тврдио да је из библиотеке Лондонске школе, нешто другачијег наслова Радна мотивација и самоуправљање, наводно одбрањену 1989. године. Министарство је оценило да су управо ти подаци потврда да он нема докторат из Лондона 1983. као што је тврдио и да „што се њих тиче то је крај”. Институције из Велике Британије су потврдиле да немају никакве информације о радовима Јовановића, а министар Вербић је касније признао да му је тражење оставке од Јовановића отежало комуникацију са колегама у Влади, посебно са онима који су припадници Социјалистичке партије Србије, чији је и Јовановић члан.
Универзитет Мегатренд је променио име у Универзитет Џон Незбит 15. априла 2015. године. 12. октобра 2017. године је овај универзитет вратио своје старо име, када је за ректора поново постављен Мића Јовановић који је навео да му је први задатак да универзитету врати свој стари углед, упркос његовим наводима из 2014. године да је на две године од пензије. Крајем 2019. године, након документарног филма Н1 телевизије о студијама Стефановића, продаје универзитет немачком конзорцијуму фондова који представља Дејан Ђорђевић због негативне хајке против те установе и пада уписа студената „за 400 одсто” и поново се повлачи из Србије. Међутим, Н1 је навео да су на сајту конзорцијума фотографије модела уместо челних људи, те да ти људи не постоје, а фирма коју Ђорђевић представља је у Србији регистрована као друштво са ограниченом одговорношћу за канцеларијске услуге, трговину фотокопирима и аутомобилима. 5. децембра исте године је Јовановић признао да је преварен и да жели да одустане од продаје универзитета.

## Докторат Александра Шапића
Александар Шапић, председник општине Нови Београд, је одбранио докторску дисертацију на Факултету за пословни и индустријски менаџмент Универзитета Унион. Овај случај карактеришу дуготрајна немогућност универзитета да нађе чланове за комисију која би испитивала докторат, а када је она формирана притисци на исту и одлука да обустави свој рад пре достављања коначног извештаја. Иако су два члана пронашла више него двотрећинске плагијате текста у својим прелиминарним извештајима, нова комисија никад није сачињена. Факултет 2016. године мења име у Пословни и правни факултет и прелази у састав Универзитета МБ, а ни до 2022. Шапић није промовисан у доктора наука нити му је додељена диплома.

### Објављивање анализе и реакције
Иста група аутора из Велике Британије, заједно са Марком Милановићем, је 5. јула 2014. године на Пешчанику објавила нови текст у коме оптужује тадашњег председника општине Нови Београд и бившег ватерполисту Александра Шапића да је плагирао своју докторску дисертацију Карактеристичне активности маркетинг односа у функцији интереса индивидуалних потрошача написану под менторством декана тог факултета Владимира Стојановића. Његова дисертација је садржала поглавље у целости преведено из књиге на енглеском, као и друге делове који су преузети без цитирања извора.
Шапић је одбацио оптужбе тврдећи да никада ништа нелегално и неморално није учинио, већ да је само заборавио да наведе извор грешком. Демократска странка, је позвала Универзитет Унион да сачини непристрасну комисију састављену од професора који не предају на том универзитету која би испитала наводе о плагијату и навела да ће сви њени наредни поступци зависити од исхода рада те комисије.

### Формирање комисије за испитивање плагијата
На седници сената Универзитета Унион, који чине декани факултета и ректор, 10. јула 2014. донета је одлука да се формира комисија која ће испитати наводе о плагијату и која ће се састојати од стручњака који нису запослени на Униону, али она није формирана истом приликом услед немогућности универзитета да нађе чланове који би у њој учествовали. Ректор Златко Стефановић се жалио како упркос покушајима, није ни од једног стручњака са државних факултета добио позитиван одговор на питање да буде члан комисије, а да је један део тврдио како им њихови декани не дозвољавају да учествују у раду приватних факултета јер им представљају конкуренцију. Након што је ректор Универзитета у Београду Владимир Бумбаширевић обавестио чланове сената да учествовање у комисији приватног универзитета не представља повреду забране рада на конкурентским високошколским установама, очекивало се да ће комисија бити ускоро формирана.
Ни три месеца касније, у октобру 2014, није дошло до формирања комисије, те је упућен јавни позив свим заинтересованим стручњацима за ужу научну област маркетинга у наставничким звањима. Према речима универзитета, „контактирано је око 80 % компетентних професора за област маркетинга, али нико није прихватио учешће у комисији”, а међу разлозима за одбијање је био и „страх од последица”. Шапић је у новембру напао Демократску странку, због става да треба испитати све спорне докторате, као и одсуство солидарности, за разлику од Српске напредне странке, са којој је таа био у коалицији.
10. децембра је формирана комисија у саставу Хасан Ханић, редовни професор и декан Београдске банкарске академије Универзитета Унион, Нева Махер, ванредна професорка Факултета за управне и пословне науке из Новог Места у Словенији и Миодраг Копривица, доцент Факултета за правне и пословне студије др Лазар Вркатић Универзитета Унион. По истеку рока од 60 дана, комисији је дато продужење до 1. марта за достављање извештаја.

### Прелиминарни извештај и обустава рада комисије
Након што су на сенату разматрани прелиминарни извештаји комисије и доведена у сумњу непристрасност Ханића, 26. фебруара комисија доноси одлуку да прекида рад јер је њихов извештај разматран пре краја рада. Предлог да се Ханић замени неким другим чланом није прихваћен од стране сената са једним гласом за, једним против и пет уздржаних. Ректор Стефановић је касније навео да се „комисија жалила да ради под тешким условима, да са једне стране постоји притисак медија, са друге стране неки други притисци”, те да су одлучили да обуставе рад и никада не доставе финални извештај.
Упркос захтевима комисије, њихов рад пре расформирања је дат јавности на увид. Стране од 13. до 61. је прегледао Хасан Ханић и утврдио 0,40 % плагираног текста; ову бројку су ректор и секретаријат универзитета оспорили као премалу, јер су пронашли додатне изворе из којих је Шапић преписивао без навођења извора. Миодраг Копривица је анализирао стране од 62. до 120. и утврдио да од 1736 редова, 1271 (73.21 %) садрже плагијате, и то 20,70 % из другог поглавља, 87,38 % из трећег и 100 % из четвртог. Нева Махер је на странама од 121. до 196. пронашла 1648 редова који садрже преписан текст од укупно 2475, што значи да су у 66,6 % редова присутни плагијати.
На седници сената универзитета 16. марта скинута је са дневног реда тачка о разматрању даљих поступака које тај универзитет треба да учини након одлуке комисије да прекине рад; за њено скидање гласали су и представници Београдске банкарске академије и Факултета за правне и пословне студије др Лазар Вркатић.

### Епилог
Факултет за пословни и индустријски менаџмент је средином 2015. године изашао из Универзитета Унион и прешао у састав Универзитета Унион — Никола Тесла. Шапић је крајем 2016. године тврдио како је комисија потврдила да његов докторат није плагијат. Међутим, није јасно на коју комисију је мислио, пошто се расформирана комисија која је о томе одлучивала више није састајала, Универзитет Унион није нашао нову комисију ни крајем 2016. године, а Универзитет Унион — Никола Тесла и Шапић нису давали никакве друге изјаве поводом тог случаја. Крајем новембра 2019. Универзитет Унион је демантовао изјаву Шапића из 2016. наводећи да они од тада траже чланове комисије, али су сви стручњаци које су контактирали одбијали учешће.
Шапићев ментор Владимир Стојановић постаје декан факултета, који 2016. мења име у Пословни и правни факултет. 2020. факултет поново мења универзитет и прелази у састав Универзитета МБ. Случај је остао замрзнут на Универзитету Унион, без нових догађаја и формалне промоције Шапића у доктора наука.
Шапић је 2016. поново изабран за председника општине Нови Београд, где се кандидовао као представник групе грађана у коалицији са СНС. Ханић је 2018. године изабран у Национални савет за високо образовање на предлог Министарства (заједно са Иваном Радосављевићем, чланом независне комисије која је испитивала дисертацију Небојше Стефановића).
2022. године Шапић је изабран на функцију градоначелника Београда, као одборник на листи Српске напредне странке.

## Докторат Синише Малог
Синиша Мали, тада градоначелник Београда, је бранио докторат на Факултету организационих наука (ФОН) Универзитета у Београду 2013. године. Након што су наводи о плагирању објављени у јулу 2014. године, пет извештаја стручних и етичких комисија је стало иза доктората, а само је последњи извештај етичке комисије предложио јавну опомену. Извештај који је сачинила комисија за одбрану доктората није разматран од стране Већа правно-економских наука Универзитета у Београду због промене релевантних правилника и случај је враћен Факултету 2016. године; почетком 2017. године, Сенат Универзитета је одбио извештај етичке комисије факултета због процедуралне грешке; средином 2019. године, Одбор за професионалну етику Универзитета је по трећи пут вратио поступак на поновно одлучивање Факултету због мањкавог извештаја стручне комисије. Стручна комисија је тад поновила исто мишљење, а етичка комисија предложила јавну опомену. Крајем октобра 2019. године, научно-наставно веће ФОН-а је јавно осудило Малог због неакадемског понашања на основу извештаја стручне и етичке комисије који се нису суштински мењали од тренутка претходног одлучивања. Одбор за професионалну етику није прихватио одлуку ФОН-а и једногласно је прогласио докторат Малог плагијатом. Међутим, Управни суд је 14. јуна 2021. утврдио да Одбор за професионалну етику није могао да разматра одлуку Наставно-научног већа ФОН-а, већ само одлуку Декана, која никад није донета. Крајем исте године, процедуралне грешке су исправљене и Сенат по други пут поништава докторат Синише Малог 22. децембра. Уставни суд одлуком 14. јула 2022. проглашава чланове правилника и Статута на основу којих је вођен поступак против Синише Малог неуставним и он поново оспорава поништај доктората и одузимање титуле пред Управним судом, који поништава одлуку о поништавању дипломе и враћа цео поступак на Универзитет.
| Датум           | Тело | Институција | Састав | Закључак |
| --------------- | --- | --- | --- | --- |
| пре 2013.       | | Економски факултет | Драган Ђуричин (ментор), ? | Не прихвата се предлог докторске дисертације. |
| 2013.           | Комисија за одбрану доктората | Факултет организационих наука | Ондреј Јашко (ментор), Слађана Барјактаревић Ракочевић, Драган Ђуричин | Дисертација одбрањена. |
| 09. 07. 2014.   | Раша Карапанџа објављује анализу доктората тврдећи да је најмање 33% плагирано (објављује 18%).                                                                                  | Раша Карапанџа објављује анализу доктората тврдећи да је најмање 33% плагирано (објављује 18%).                                                                                  | Раша Карапанџа објављује анализу доктората тврдећи да је најмање 33% плагирано (објављује 18%). | Раша Карапанџа објављује анализу доктората тврдећи да је најмање 33% плагирано (објављује 18%).                                                                                  |
| октобар 2014.   | Комисија за испитивање доктората | Факултет организационих наука | Ондреј Јашко (ментор), Слађана Барјактаревић Ракочевић, Драган Ђуричин | Начињени мањи пропусти у цитирању, али је докторат ваљан. |
| 15. 10. 2014.   | Научно-наставно веће | Факултет организационих наука | Наставници и асистенти факултета | Усвојен извештај комисије са 117 гласова за, 1 уздржан. |
| 10. 12. 2014.   | Веће правно-економских наука | Универзитет у Београду | | Одбија се извештај ФОН-а (11/23 гласова за). |
| јун 2015.       | Веће правно-економских наука | Универзитет у Београду | | Није се изјашњавало чекајући усвајање нових прописа. |
| јул 2016.       | Усвојен нови етички кодекс Универзитета; поступак враћен на почетак. | Усвојен нови етички кодекс Универзитета; поступак враћен на почетак. | Усвојен нови етички кодекс Универзитета; поступак враћен на почетак. | Усвојен нови етички кодекс Универзитета; поступак враћен на почетак. |
| 19. 12. 2016.   | Етичка комисија | Факултет организационих наука | Милица Булајић, Младен Чуданов, Срђа Бјеладиновић, Верољуб Настић и Милош Крстановић | Пропусти занемарљивог обима, докторат је ваљан. |
| 21. 12. 2016.   | Научно-наставно веће | Факултет организационих наука | Наставници и асистенти факултета | Усвојен извештај етичке комисије. |
| јануар 2017.    | Сенат | Универзитет у Београду | Ректор, проректори, декани, представници стручних већа и института | Одбијен извештај ФОН-а због процедуралне грешке. |
| 26. 03. 2019.   | Стручна комисија | Факултет организационих наука | Дејан Ерић, Томаж Чартер, Драган Микеревић, Винко Канџија | 6.97% плагирано, али је докторат ваљан. |
| 02. 04. 2019.   | Етичка комисија | Факултет организационих наука | Невенка Жаркић Јоксимовић (председница), Младен Чуданов, Милица Јовановић, Сњежана Јерковић, Михаило Окиљевић                                                                                          | Усвојен извештај стручне комисије. |
| 08. 05. 2019.   | Научно-наставно веће | Факултет организационих наука | Наставници и асистенти факултета | Усвојен извештај етичке комисије са 82 гласова за, 28 уздржаних. |
| мај 2019.       | Карапанџа објављује додатне доказе; четири жалбе на одлуку ФОН-а поднете Универзитету.                                                                                           | Карапанџа објављује додатне доказе; четири жалбе на одлуку ФОН-а поднете Универзитету.                                                                                           | Карапанџа објављује додатне доказе; четири жалбе на одлуку ФОН-а поднете Универзитету. | Карапанџа објављује додатне доказе; четири жалбе на одлуку ФОН-а поднете Универзитету.                                                                                           |
| 15. 07. 2019.   | Одбор за професионалну етику | Универзитет у Београду | | Случај враћен на поновно одлучивање због нејасног, непотпуног и контрадикторног мишљења комисије.                                                                                |
| октобар 2019.   | Стручна комисија | Факултет организационих наука | Дејан Ерић, Томаж Чартер, Драган Микеревић, Винко Канџија | Понавља претходно мишљење о ваљаности доктората. |
| октобар 2019.   | Етичка комисија | Факултет организационих наука | Невенка Жаркић Јоксимовић (председница), Младен Чуданов, Милица Јовановић, Сњежана Јерковић, Михаило Окиљевић                                                                                          | Предлаже се мера јавне опомене због неакадемског понашања. |
| 28. 10. 2019.   | Научно-наставно веће | Факултет организационих наука | Наставници и асистенти факултета | Усваја се извештај етичке комисије, предлаже се мера јавне осуде (83 гласа за, 21 за јавну опомену).                                                                             |
| 2019.           | Декан Милија Сукновић не изриче јавну осуду. | Декан Милија Сукновић не изриче јавну осуду. | Декан Милија Сукновић не изриче јавну осуду. | Декан Милија Сукновић не изриче јавну осуду. |
| 21. 11. 2019.   | Одбор за професионалну етику | Универзитет у Београду | | Преиначује се одлука ФОН-а, докторат се једногласно проглашава плагијатом. |
| 12. 12. 2019.   | Сенат | Универзитет у Београду | Ректор, проректори, декани, представници стручних већа и института | Једногласно потврђена одлука Одбора за професионалну етику. |
| 14. 06. 2021.   | Управни суд у Београду налази да одлука Сената није валидна пошто је донета на основу Одлуке Наставно-научног већа, а не Декана (која никад није донета) и враћа поступак ФОН-у. | Управни суд у Београду налази да одлука Сената није валидна пошто је донета на основу Одлуке Наставно-научног већа, а не Декана (која никад није донета) и враћа поступак ФОН-у. | Управни суд у Београду налази да одлука Сената није валидна пошто је донета на основу Одлуке Наставно-научног већа, а не Декана (која никад није донета) и враћа поступак ФОН-у.                       | Управни суд у Београду налази да одлука Сената није валидна пошто је донета на основу Одлуке Наставно-научног већа, а не Декана (која никад није донета) и враћа поступак ФОН-у. |
| септембар 2021. | Декан | Факултет организационих наука | | Изриче јавну осуду Синиши Малом, на основу извештаја етичке комисије и гласања Научно-наставног већа.                                                                            |
| 21. 12. 2021.   | Сенат | Универзитет у Београду | Ректор, проректори, декани, представници стручних већа и института | Једногласно потврђена мера јавне осуде која повлачи поништавање доктората. |
| 14. 07. 2022.   | | Уставни суд Републике Србије | Снежана Марковић, Гордана Ајншпилер Поповић, Лидија Ђукић, Татјана Ђуркић, Весна Илић Прелић, Драгана Коларић, Тамаш Корхец, Мирослав Николић, Владан Петров, Јован Ћирић, Милан Шкулић, Тијана Шурлан | Процедура по којој је вођен поступак поништавања доктората и одузимања звања проглашена неуставном.                                                                              |
| 02. 03. 2023.   | Управни суд у Београду налази да је одлука Сената донета ретроактивно и враћа поступак пред Универзитет.                                                                         | Управни суд у Београду налази да је одлука Сената донета ретроактивно и враћа поступак пред Универзитет.                                                                         | Управни суд у Београду налази да је одлука Сената донета ретроактивно и враћа поступак пред Универзитет.                                                                                               | Управни суд у Београду налази да је одлука Сената донета ретроактивно и враћа поступак пред Универзитет.                                                                         |

### Објављивање анализе и реакције
Анализу доктората Синише Малог, Креирање вредности кроз процес реструктурирања и приватизације — теоријске концепције и искуства Србије је на сајту Пешчаник 9. јула 2014. објавио Раша Карапанџа, редовни професор на ЕБС Универзитету у Висбадену (Немачка) и редовни гостујући професор на Њујоршком универзитету, радећи независно од групе аутора која је објавила анализе других доктората. У свом тексту он тврди да је у раду плагирано макар 33 % текста директним преписивањем или превођењем са енглеског (објавио je 18 %), највише из докторске дисертације Стифаноса Хаилемариама, а да су поједини делови преузимани и са Википедије. Докторат је одбрањен пред комисијом коју су чинили његов ментор Ондреј Јашко, редовни професор Факултета организационих наука, Слађана Барјактаровић Ракочевић, ванредна професорка истог факултета и Драган Ђуричин, редовни професор Економског факултета Универзитета у Београду. Према речима Карапанџе, редакција дневног листа Alo! је од декана и председника универзитета на ком је запослен тражила његову оставку јер „нарушава углед цењеног грађанина Србије”, а на његову адресу слала претећа писма.
Мали је првобитно покушао да докторира на Економском факултету под менторством Ђуричина, али након што је његова дисертација одбијена, он је написао нову која се од претходне разликује у 50 % текста и која је била позитивно оцењена на ФОН-у. Аутори једне од књига чији текст се налази у спорној дисертацији, професори економског факултета Борис Беговић, Бошко Живковић и Бошко Мијатовић, иницијално нису хтели да коментаришу наводе о плагијату за медије, а Живковић је рекао да су „они давно завршили са том причом” и да је Мали „био на разматрању код њих”. 2018. године је Мијатовић у тексту за Данас изјавио да је Мали дословно преписао делове њихове књиге, а као разлог што у јавност није изашао раније навео наду да ће држава и универзитет да реше проблем „на прави начин”. Редовни професор ФОН-а Божидар Раденковић је рекао да је и приликом пријаве доктората било јасно да ће то постати проблем због очигледних плагијата, али да у атмосфери где су се професори одрицали академских слобода зарад личне користи, а која је тада владала на факултету, није било воље да се ишта учини поводом тога. Председник одбора за високо образовање Српске академије наука и уметности Душан Теодоровић је 2016. оценио да је докторат Малог „страшан плагијат”.
Декан ФОН-а Милан Мартић је тврдио како је докторат научно валидан и да је основни критеријум постојање оригиналних научних доприноса који постоје у раду. Мали је одбацио наводе о плагијату и рекао да стоји иза своје дисертације, као и да подржава Мартића и да његов рад „могу да оцењују само чланови његове комисије”. Бивши студенти су у отвореним писмом изразили став да су дотадашње реакције факултета у медијима неадекватне и предложили формирање независне и непристрасне комисије која би пружила аргументован одговор на сва питања.

### Плагијати у ранијем раду
Да би стекао могућност да брани рад, Мали је морао да претходно објави два научна рада. Један од њих је био у часопису Економика предузећа који уређује његов првобитни ментор и касније члан комисије Ђуричин, а други Value Creation Through Restructuring — Key Value Drivers and Value Creation Models (чији је коаутор заједно са Слађаном Барјактаревић Ракочевић и Георгом Савиоуом (рум. Gheorghe Săvoiu) је такође доведена у питање на Пешчанику и то у делу који је касније Мали тврдио да је писао. Такође, изражена је сумња у конфликт интереса, с обзиром да је једна од коауторки у исто време и чланица комисије за одбрану доктората. У извештају ФОН-а се наводи да се ознака unauthenticated не додаје радовима услед сумње у оригиналност, већ из других разлога, те да је овај рад валидан (у оригиналној оптужби се нигде не спомиње ова ознака).
Часопис у коме је рад објављен је након дописа о плагијатима издао Обавештење о повлачењу (Retraction notice) рада, којим се он и званично повлачи из часописа због више пасуса који су преузети из дисертације Хаилемариама без цитирања. Међутим, чланак се касније поново објављује у исправљеној верзији, након што је уредништво часописа усвојило коригендум у којем се на 13 места додаје референца на дисертацију која претходно није била цитирана, уз извињење аутора.

### Извештај ментора
ФОН је крајем године сачинио комисију за испитивање докторске дисертације у истом саставу као оригинална комисија за одбрану (Јашко, Барјактаревић Ракочевић и Ђуричин) која је у октобру 2014. донела позитивно мишљење о дисертацији и закључила да у поступку оцене дисертације није било предвиђено нити омогућено користити софтвер за откривање плагијата, да је суштински део навода из медија неверодостојан и да су одређени делови који се односе на преглед литературе преузети без цитирања, али да то не утиче на научни допринос. Овај извештај је усвојен на наставно-научном већу факултета са 117 гласова за и једним уздржаним. Веће правно-економских наука Београдског универзитета је одбило овај извештај 10. децембра 2014. године. Покрет „Спасимо науку” је извештај оценио као званично признавање плагијата и упутио отворено писмо Универзитету са позивом да поништи докторат.
Ректор Универзитета Владимир Бумбаширевић је 10. јуна 2015. затражио од Већа правно-економских наука да поново размотре случај, услед промена околности насталих објављивањем коригендума на рад Малог у часопису Organization and Management. Веће није хтело да се поново изјашњава пре усвајања нових правилника који регулишу поље докторских студија и плагијата и етичког кодекса које је било најављено за крај 2015. године; документи су усвојени тек у јулу 2016. године када је поступак враћен матичном факултету на поновно одлучивање по новим прописима.

### Прва етичка комисија
У новембру 2016. ФОН саставља етичку комисију коју чине Милица Булајић, Младен Чуданов, Срђа Бјеладиновић, Верољуб Настић и Милош Крстановић (наставници, сарадници, запослени у стручним службама и представник студената); они 19. децембра 2016. доносе извештај у којем одбијају пријаву плагијата као неосновану и закључују да су пропусти у цитирању занемарљивог обима и да софтверске провере рада не могу бити основ за покретање поступка и наглашавају да научни доприноси рада не могу бити оспорени. Карапанџа је закључке оценио као бесмислене, пошто комисија није оспорила наводе о превођењу са енглеског (које софтвер не препознаје, већ се морају пронаћи ручно) и да обзиром на обим преузетог текста није могуће да то буде само омашка у цитирању.
Сенат је одбио извештај ове комисије у јануару 2017. цитирајући процедуралну грешку: било је потребно формирати стручну комисију која би урадила експертску анализу. Сви чланови етичке комисије ФОН-а сем Младена Чуданова су у априлу поднели оставке. Нова етичка комисија и стручна комисија која би испитивала докторат нису формиране до фебруара 2019. године, пет година након изношења оптужби о плагијату. У међувремену, у фебруару 2018. су Карапанџа, Душан Теодоровић и Милован Шуваков, који је био помоћник министра просвете 2014. године, објавили извештај и покренули петицију који је потписало 379 предавача и истраживача, у коме се понављају исте оптужбе из 2014. о великој количини плагијата и наглашава да је Мали „са очигледном намером и на систематски начин, узимао туђе текстове, мисли и закључке и представљао их као своје научне доприносе”.

### Друга етичка и стручна комисија
Након дужег периода без одговарајућих комисија, у фебруару 2019. коначно се састаје стручна комисија у саставу: редовни професор и декан Београдске банкарске академије Универзитета Унион Дејан Ерић, редовни професор Економског факултета Универзитета у Љубљани Томаж Чартер, редовни професор Економског факултета Универзитета у Бањој Луци Драган Микеревић и редовни професор Економског факултета Свеучилишта у Ријеци Винко Канџија. Они су 26. марта донели стручно мишљење у којем су кренули од 16 % садржаја које софтвер препознаје као копиране, да би затим искључили делове који су преписани од Агенције за приватизацију (на чијем је челу био Мали у тренутку писања доктората), опште појмове и фразе и делове које је софтвер погрешно препознао а заправо су правилно цитирани у фуснотама; комисија је закључила да је заправо 6,97 % плагирано, али да то не доводи у питање аутентичност текста и оригиналност рада, као ни научни допринос.
Етичка комисија у којој су, сем Чуданова, Невенка Жаркић Јоксимовић (професорка) као председница, Милица Јовановић (асистенткиња), Сњежана Јерковић (дипломирани правник) и Михаило Окиљевић (студент продекан), једногласно је усвојила овај извештај 2. априла исте године. 8. маја је научно-наставно веће ФОН-а усвојило извештај етичке комисије са 82 гласа за, 28 уздржаних, без гласова против. Извештај је послат Сенату Универзитета у Београду, који је одлучио да се о томе изјасни тек након жалби и одлуке Одбора за професионалну етику Универзитета.

#### Додатни докази и жалбе Универзитету
Карапанџа је оценио да извештај комисије садржи више материјалних грешака, као и да се комисија заправо није бавила оцењивањем оригиналности тезе Синише Малог, већ његовом одбраном од оптужби; након тога је објавио 10 страница директно преведених из доктората Хаилемарима које раније нису биле објављене и које комисија није пронашла и шест копираних илустрација које прате тај текст. У жалби на одлуку научно-наставног већа ФОН-а Универзитету коју потписује Теодоровић са око 140 наставника запослених у овој институцији се осим оспоравања озбиљности и темељности рада комисије оспорава и легитимност става да 6,97 % преписаног текста није довољно за закључак да је нешто плагијат, и истичу поједине апсурдности у самом раду као што је цитирање аутора са два презимена као два различита аутора (комисија је претходно похвалила Малог да у деловима које јесте преписао боље цитира изворе од Хаилемариама), бесмислене директне преводе са енглеског језика и што као пример у једном делу узима узгајиваче памука (што је логично за Еритреју, о којој је Хаилемариам писао, али не за Србију). Једини потписник ове жалбе са ФОН-а, редовни професор Божидар Раденковић, је јавно изјавио да су у раду присутни очигледни плагијати и рекао да се извештаји стручне и етичке комисије могу „класификовати у жанр комедије”.
Група професора Правног факултета (Миодраг Јовановић, Горан Дајовић, Бојан Спаић) је поднела независну жалбу у којој такође сматрају да је и 6,97 % преписаног текста довољно да се докторат не призна, као и истичући да комисија у више наврата коментарише и испитује научни допринос, иако је њихов посао да утврде оригиналност тезе, а не допринос. Још две жалбе које потписују Предраг Симоновић, професор Биолошког факултета и Алексеј Тарaсјев, научни саветник Института за биолошка истраживања „Синиша Станковић”. По истеку рока који је постављен за 24. мај, ректорка Иванка Поповић је жалбе проследила Одбору за професионалну етику Универзитета.
Мали је Карапанџу назвао твитер-професором, а поводом жалби је изјавио да му прикупљање потписа не смета и да верује у своје знање и институцију Универзитета.
15. јула 2019. Одбор је вратио поступак на поновно одлучивање ФОН-у са роком од 60 дана да поступи, уз образложење да је мишљење на основу којег је донета одлука наставно-научног већа „непотпуно, нејасно и контрадикторно” и да то спречава Одбор да донесе коначну одлуку. Слободан Првановић са Института за физику, заменик члана Одбора за професионалну етику Универзитета, и Огњен Радоњић са Филозофског факултета, члан Већа научних области правно-економских наука Универзитета, су након одлуке Одбора поднели оставке на своје позиције при Универзитету, наводећи да сматрају одлуку погрешном и штетном пошто је по њиховом мишљењу докторски рад очигледан плагијат. Првановић је навео да је одлука Етичког одбора о враћању поступка на ФОН била припремљена месецима унапред, како би се удовољило владајућим структурама чији је Мали истакнути члан, као и да је пре подношења оставке затражио од Сената распуштање Одбора због компромитованости, што није учињено. Такође се жалио на притиске и уцене директора Института за физику Александра Богојевића које је доживео због свог става.

### Блокада Ректората
На дан Универзитета у Београду, 13. септембра 2019. група студената из организације 1 од 5 милиона је ушла у зграду Ректората Универзитета у Београду и отпочела блокаду ове институције, наводећи као главни разлог плагирани докторат министра финансија Синише Малог и захтевајући његово разрешење како би се отклонио сукоб интереса при одлучивању у том поступку (Мали је на челу Министарства финансија које предлаже буџет из кога се финансира Универзитет). Студенти су навели да их је током блокаде напала група активиста Српске напредне странке која се ту окупила. Ректорски колегијум је осудио упад студената и неовлашћен боравак лица у згради ван радног времена.
Након што је ректорка Поповић 22. септембра осудила упад активиста СНС-а у ректорат, отпочели су преговори са студентима. Осуда ректорке је наишла на негодовање премијерке Брнабић, која је, као и министар просвете, Младен Шарчевић, студенте у блокади окарактерисала као примарно политичке активисте, а блокаду као тужну политичку представу и срамоту за Универзитет. 25. септембра, након 12 дана блокаде, ректорка и студенти су постигли компромис уз обећање ректорке да ће читав случај добити коначан епилог 4. новембра и закључак да су на истој страни у борби за углед Универзитета. Ректорат је прихватио одговорност за решавање питања плагијата и амнестирао студенте у блокади. Реагујући на разрешење блокаде, председник Вучић је уз ироничне коментаре ситуацију назвао партијски инструисаном, а Ректорат за време блокаде „партијском прћијом”. Према наводима студената, један од професора ФОН-а их је назвао и терористима.

### Поновно одлучивање и проглашење плагијата
Стручна комисија је остала при првобитном извештају и ставу да научни доприноси нису спорни што је најбитније за дисертацију упркос жалбама, иако је једини задатак комисије био утврђивање оригиналности. Етичка комисија ФОН-а предложила је казнену меру јавне опомене за Малог, али је наставно-научно веће факултета изгласало тежу меру јавне осуде. Иако је представник студената у већу, Мома Ковачевић, то окарактерисао као сигнал да оно више не подржава Малог, одлука је изазвала контроверзу пошто се њоме кандидат осуђује за неакадемско понашање, али се не изјашњава о оригиналности дисертације нити се она проглашава плагијатом. Декан овог факултета, Милија Сукновић, је на већу игнорисао предлог појединих професора да се пониште претходне одлуке већа и гласа о томе да ли је докторат плагијат или није. Сукновић није изрекао јавну опомену Малом, иако му је то одлука већа налагала. Мали је одлуку протумачио као потврду да његов докторат није плагијат и прихватио одговорност за начињене пропусте.
Упркос најавама и гаранцијама ректорке Поповић да ће читав случај бити разрешен до 4. новембра, тај рок је померен на 22. новембар да би се оставило време неопходно за подношење жалби. Студенате који су претходно блокирали ректорат је при одржавању конференције за новинаре на улазу у Универзитет дочекало ново неуниформисано обезбеђење; они су најавили могућност поновне блокаде ако нови рок не буде испоштован. На одлуку ФОН-а је поднето пет жалби запослених у универзитету, укључујући и једну коју потписује група од преко 200 професора и, накнадно, једна жалба коју је поднео Мали и две од стране његових опуномоћеника.
21. новембра 2019. године, Одбор за професионалну етику Београдског универзитета је преиначио одлуку наставно-научног већа ФОН-а и једногласно прогласио докторат Синише Малог плагијатом, потврђујући наводе Карапанџе о плагијату текста из доктората Хаилемариама и књиге Нови модел приватизације у Србији. Одлука је коначна и на њу не постоји право жалбе. Ово представља прво одузимање или недодељивање докторске титуле било ком од актера ове афере. Мали не признаје одлуку Универзитета, али није хтео даље да је коментарише у дану када је донета. Мали, председник Вучић, који није прочитао рад, а касније и премијерка Брнабић и министар просвете Младен Шарчевић су одлуку Универзитета окарактерисали као политичку. Ректорка је истакла да су одлуку о плагијату донели најквалитетнији стручњаци, а Филозофски факултет је упозорио да такве изјаве штете угледу Универзитета. Студенти који су били у блокади су прославили одлуку као своју победу.
Сенат, у чијем је саставу и декан ФОН-а Сукновић, је 12. децембра 2019. једногласно потврдио одлуку Одбора за професионалну етику о плагијату Малог. Против овог решења је Мали покренуо управни спор пред Управним судом у Београду.

### Жалбе против професора
Група од двадесетак професора је 25. маја 2020. факултетима и Универзитету поднела жалбе против професора и чланова комисија који су учествовали у изради, одбрани и анализи поништеног доктората. Од Универзитета се тражи да декану ФОН-а Милији Сукновићу изрекне меру јавне осуде због пропуштања да он изрекне јавну осуду Синиши Малом. Од Економског факултета се тражи да професору Драгану Ђуричину, који је био у комисији за одбрану доктората, изрекне меру јавне осуде због неиспуњавања обавезе савесне контроле рада Синише Малог и због ћутања и оспоравања тврдњи о плагијату; из истог разлога се од ФОН-а тражи да јавно осуди ментора Ондреја Јашка и чланицу комисије професорку Слађану Барјакторовић Ракочевић. Од ФОН-а се такође тражи да јавно опомене чланове етичких комисија професорке Милицу Булајић и Невенку Жаркић Јоксимовић, асистенте Срђу Бјеладиновића и Милицу Јовановић, референта Верољуба Настића, шефа службе набавке и интерне контроле Сњежани Јерковић, студенте Милоша Крстановића и Михаила Окиљевића због несавесног обављања својих дужности као чланова комисије, а да јавно осуди професора Младена Чуданова јер је учествовао у раду обе етичке комисије.
Етичка комисија Економског факултета је изрекла јавну опомену Драгану Ђуричину крајем 2020. године, која је постала правоснажна након што ниједна страна није уложила жалбу. Одбор за професионалну етику Универзитета у Београду је 11. септембра 2020. прихватио пријаву против Милије Сукновића због неизрицања јавне осуде, међутим Етички одбор Универзитета у Београду је није потврдио ни у фебруару 2021. године. Друга пријава против Сукновића, због реферата поводом избора у звање Младена Чуданова, је одбачена.

### Пресуда Управног суда
14. јуна 2021. Управни суд у Београду доноси пресуду којом се Одлука Одбора за професионалну етику Универзитета у Београду поништава из процедуралних разлога: Одбор по правилнику може да донесе одлуку само на основу Одлуке Декана факултета, међутим одлука о јавној осуди и поништавању доктората је донета на основу Одлуке Научно-наставног већа. Овиме је поступак враћен назад на одлучивање ФОН-у.
Поступак је спроведен поново и у септембру 2021. Сукновић изриче јавну осуду Малом. На седници Сената Универзитета 22. децембра 2021. по други пут је званично поништен докторат Синише Малог. Ректор Владан Ђокић је након овога изјавио да то није тема којом Сенат жели да се бави и да ће то радити у будућности само у случају да их нека додатна судска одлука обавеже.

### Жалба Уставном суду
Уставном суду су 2022. поднете две иницијативе за основу уставности аката Београдског универзитета који се тичу повреда Етичког кодекса и одузимања звања. Једну од ових иницијатива је поднео адвокат у име Синише Малог. Иницијативама је оспорен Правилник о поступку утврђивања неакадемског понашања, а суд је независно проширио поступак утврђивања уставности и на Статут Београдског универзитета.
Суд је одлуком из 14. јула утврдио да је институт одузимања звања неуставан, јер је он могао бити предвиђен само законом који дефинише ова звања, а не и актом универзитета. Такође, високошколска установа није овлашћена да уређује основ престанка радног односа (то је искључиво у домену Закона о раду), а Универзитет је себи то дао за право прописујући да јавна осуда повлачи прекид наставничког или сарадничког запослења. Из истог разлога, неправилног задирања у радно право, је проглашена неуставним и забрана запошљавања наставника који су осуђивани за најтежа кривична дела или им је раније изречена нека казна због етичких прекршаја.
Такође, суд је пронашао да су поступци који су вођени по новом правилнику, а започети су пре његовог доношења, крше уставну забрану ретроактивности. За случајеве пре 2016. Универзитет има право да изрекне само морално-етичке санкције, али не и правне, чак и за прекршаје попут плагирања који су и раније постојали. Суд је нагласио да су питања санкционисања академске нечеститости важна, али да Универзитет нема аутономију да их самостално уређује, већ то мора да уради законодавац. Спорни чланови су престали да важе даном објављивања одлуке суда.
Ова одлука суда се сматра једном од важнијих и сложенијих која је донета, а тиче се ограничења аутономије универзитета, која је и сама зајамчена Уставом. Бивша ректорка Поповић сматра да се овиме „обесмишљава аутономија универзитета и урушава кредибилитет и друштвени положај свих универзитета у Србији“. Поповић такође процењује да ће одлука оставити далекосежне последице на универзитете и вредност издатих диплома, упоређујући их са последицама које су универзитети трпели деведесетих година двадесетог века, деценији коју је за универзитете обележио злогласни Закон о универзитету потпуно укидајући њихову аутономију.

### Други постпуак пред Управним судом
Након пресуде Уставног суда, Београдски универзитет је незванично рекао да ће у наредном периоду ускладити акте са одлуком суда, али да је за њих случај Малог затворен. Синиша Мали је поднео тужбе Управном суду против Одбора за професионалну етику и Сената Универзитета у Београду, тражећи поништење одлука које се тичу поништаја његове дипломе.
Пресудом од 2. марта 2023. суд поништава одлуку Сената из децембра, наводећи да се Универзитет позивао на одредба правилника које су донете након што је поступак против Малог почео. Овиме се решење на основу којег је Сенат донео одлуку поништава, који може поново спровести поступак исправљајући недостатке.

### Последице
Шест година након што је Мали одбранио своју дисертацију, Одбор за професионалну етику Универзитета у Београду је као другостепени орган преиначио одлуке ФОН-а и прогласио докторат плагијатом. Један од разлога за некарактеристично дуг процес је што су на Универзитету донети нови прописи који прецизније регулишу проблем плагијата и докторских студија две године након његовог покретања, када је поступак враћен на почетак. Влада Србије је у мају 2017. године именовала декана ФОН-а у периоду од 2009. до 2015. Милана Мартића на место председника Надзорног одбора Путева Србије. Мали је у мају 2018. године постао министар финансија.
Центар за образовање и евалуацију у науци (ЦЕОН) је искључио сва три научна часописа која ФОН издаје (Info M, Management и YUJOR) из Српског цитатног индекса (SCIndeks) наводећи као разлог етичку компромитованост факултета насталу због случаја доктората Малог и великог броја радова који запослени на ФОН-у објављују у лажним (предаторским) часописима.
Као директна последица неодлучивања о овом случају, група студената је блокирала ректорат на 12 дана пред почетак академске 2019/2020. године. Они су се повукли након гаранција ректорке Поповић о скором разрешењу и коначној одлуци.
Упркос одлуци Универзитета о плагијату, Мали није признао своју одговорност, али је преузимао одговорност за све што му је на терет стављао матични факултет. Опозициони покрети су затражили његову оставку, а иницијатива Не давимо Београд је у више наврата протестовала захтевајући његово разрешење. Мали се на одлуку Универзитета жалио Управном суду у Београду, који је пресудио у његову корист.
Као резултат жалбе Уставном суду која је поднета у име Синише Малог након што му је други пут поништен докторат, акти који се тичу одузимања звања, као и они који ограничавају запослење на основу претходних етичких прекршаја на Београдском универзитету су проглашени неуставним, чиме је ограничена аутономија универзитета. Малом је Универзитет одузео титулу крајем 2021. године, али је он након пресуде Уставног суда тужио тела Универзитета тражећи да се њихове одлуке пониште, што је и урађено у марту 2023.

## Остали случајеви
Група аутора на Пешчанику је деканку Факултета за градитељски менаџмент Универзитета Унион — Никола Тесла Сузану Копривицу оптужила за аутоплагијат, наводећи да њена докторска дисертација одбрањена на тада јединственом Универзитету Унион, садржи тек око 5 нових страница текста, 47 нових слика, 9 нових табела и 29 нових референци у односу на њен магистарски рад.
ЦИНС је 2014. године тражио од Универзитета Едуконс из Сремске Каменице докторат Јоргованке Табаковић на увид. По добијању дисертације 2016. године, након претњи казнама Повереника за информације од јавног значаја, пронашли су значајне делове текста који су преписани без цитирања; акти овог универзитета не прописују да ли се докторска титула може одузети, а ректор Александар Андрејевић је изјавио да је чуо да у друштвеним наукама постоји толеранција на поклапање текста и до 20 %. Непосредно након одлуке о плагијату Малог, Душан Теодоровић је позвао Андрејевића да покрене поступак утврђивања плагијата у докторату Табаковићеве и споменуо могућност отварања питања о акредитацији Едуконса.
Такође убрзо после разрешења случаја о Малом, новинар Дојче Велеа Немања Рујевић је 28. новембра 2019. у недељнику Време објавио анализу доктората некадашње функционерке Демократске странке, а касније директорке Службеног гласника Јелене Триван одбрањеног на Филолошком факултету Универзитета у Београду под менторством тадашње деканке Александре Вранеш оптуживши је да је без навођења извора преузела 15% текста са разних извора на интернету, укључујући и Википедију, и из књиге Бошка Обрадовића.

## Реакције и последице
Афера око плагираних доктората је неретко упоређивана са случајем немачког министра цу Гутемберга који је због плагијата у својој докторској дисертацији поднео оставку. За разлику од случаја у Немачкој који је добио политички епилог након 20 дана, а судски за 9 месеци, процедуре у Србији су се показале неефикаснима, јер је једино у случају Стефановића комисија донела неки закључак који је матични универзитет усвојио. Професорка Београдског универзитета у пензији Србијанка Турајлић и професорка универзитета Унион Весна Ракић-Водинелић су у октобру 2014. епилог афере окарактерисале као сраман. Карапанџа је почетком 2017. оценио да се плагијати гурају под тепих и да ниједан није добио прави епилог, а за то окривио страх академске заједнице који потиче још од злогласног Закона о универзитету из 1998. године. Европски парламент је изразио забринутост због неиспитивања плагијата од стране универзитета и представника власти.
Ројтерс је писао о случајевима Стефановића и Јовановића 2014. године, критикујући образовни систем Србије, а посебно Универзитет Мегатренд, због исполитизованих доктората. Аустријски Die Presse је Стефановићев докторат описао као сатиру у стварном животу. О проглашењу доктората Синише Малог за плагијат, најављеним протестима и нереаговању власти у Србији су писали реномирани светски медији Асошијетед прес, Њујорк тајмс, Блумберг и Вашингтон пост.
Непосредно након објављивања прве анализе 2014. године и интернетских напада који су уследили, доведена је у питање слобода говора и постојање цензуре на интернету, што су власти у Србији одбациле.
У другој половини 2014. је промењен Закон о високом образовању и додата обавеза да докторске дисертације буду доступне јавности. Председник Вучић је позвао на усвајање закона који би обавезао универзитете на дигитализацију свих докторских и магистарских радова (рад Малог се већ налазио у јавно доступној бази). 2016. су на Универзитету у Београду донети нови правилници и нови етички кодекс с циљем да боље дефинишу и олакшају поступак откривања плагијата у дисертацијама. Међутим, у три године након усвајања нове регулативе, Универзитет је два пута враћао поступак против Синише Малог ФОН-у на поновно одлучивање. Напослетку, 21. новембра 2019. Етички одбор Универзитета је поништио дисертацију и прогласио је плагијатом, преиначивши све одлуке комисија и научно-наставних већа ФОН-а.
Студентски марш 6. априла 2019. у оквиру протеста 1 од 5 милиона је вођен под слоганом „Да не буде више лажних диплома”, алудирајући на нелегитимно стечене дипломе јавних личности. Због неразрешавања случаја Синише Малог, студенти из покрета 1 од 5 милиона су блокирали ректорат Универзитета на 12 дана у септембру 2019. године. Ректорат је одблокиран када је ректорка дала гаранције да ће случај бити решен до 4. новембра 2019. Овај рок није испоштован и најављене су даље акције студената и могућност поновне блокаде ако не се не дође до задовољавајућег решења до 22. новембра.
Центар за образовање и евалуацију у науци је у мају 2019. навео да је ФОН као институција етички компромитован и да као последица тога часописи које он издаје више неће бити део Српског цитатног индекса.
Уставни суд је, на иницијативу поднету у име Синише Малог, прогласио неуставним делове правилника који уређује поступке при утврђивању неетичког понашања и Статута Универзитета у Београду, ограничавајући санкције које универзитет може да изрекне. Ову одлуку је бивша ректорка Поповић оценила као обесмишљавање аутономије универзитета која ће имати далекосежне последице.
О докторату Синише Малог Универзитет у Београду одлучује и у 2023. након што су судови више пута враћали мањкаве одлуке на исправке, Шапић ни у јулу 2022. није промовисан у доктора наука, а Стефановић ће задржати свој докторат. Једини који је остао без функције због афере је Мића Јовановић, и то само привремено, пошто се 2017. вратио као ректор универзитета чији је власник.